# 努瓦索
努瓦索（法語：Noiseau，法語發音：[nwazo] ⓘ）是法国法蘭西島大區马恩河谷省的一个市镇，属于马恩河畔诺让区。

## 地理
努瓦索（48°46'37"N, 2°32'50"E）面积4.49 平方千米，位于法国法蘭西島大區马恩河谷省，该省份为法国北部内陆省份，毗邻巴黎。
与努瓦索接壤的市镇（或旧市镇、城区）包括：马恩河畔奥尔梅松、布里地区拉克、布里地区叙西。

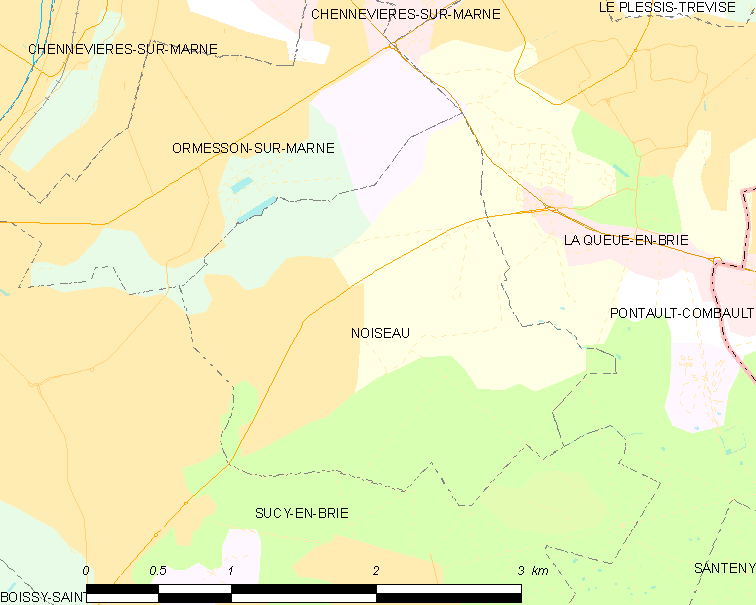
努瓦索的OSM定位图

努瓦索的时区为UTC+01:00、UTC+02:00（夏令时）。

## 行政
努瓦索的邮政编码为94880，INSEE市镇编码为94053。

## 政治
努瓦索所属的省级选区为布里高原县。

## 人口

1962-2008年间努瓦索人口变化图示

努瓦索于2022年1月1日时的人口数量为4619人。